# Trường Trung học phổ thông chuyên Bắc Giang
Trường trung học phổ thông chuyên Bắc Giang là trường chuyên tại tỉnh Bắc Ninh, có địa điểm tại đường Hoàng Văn Thụ, phường Bắc Giang, tỉnh Bắc Ninh.
Trường luôn nằm ở vị trí 20-40 trong top 100 trường trung học phổ thông có điểm thi đại học cao nhất Việt Nam, năm 2011 trường xếp hạng 20 trong số hơn 2.800 trường trung học phổ thông toàn quốc về điểm trung bình thi đại học.

## Lịch sử
- Ngày 26/08/1991, Trường phổ thông trung học năng khiếu Hà Bắc được thành lập.
- Năm 1997, tỉnh Hà Bắc chia tách địa giới hành chính thành tỉnh Bắc Giang và Bắc Ninh, trường được đổi tên thành Trường phổ thông năng khiếu Ngô Sỹ Liên, Bắc Giang.
- 18/11/2004, trường được mang tên Trường Trung học phổ thông chuyên Bắc Giang đến ngày nay.

Khi thành lập, trường chỉ có 8 lớp chuyên với 3 môn chuyên là Chuyên Toán, Chuyên Lý và Chuyên Nga, 150 học sinh và 22 cán bộ giáo viên.
Năm 2011, trường có tổng số 856 học sinh, 27 lớp chuyên
Năm 2021, trường có tổng số 1039 học sinh, 32 lớp chuyên với 11 môn chuyên: Chuyên Toán, Chuyên Văn, Chuyên Anh, Chuyên Sử, Chuyên Địa, Chuyên Lý, Chuyên Hoá, Chuyên Trung, Chuyên Nhật, Chuyên Pháp và Chuyên Tin. Năm 2022, trường mở thêm môn chuyên mới với một lớp chuyên là Chuyên Hàn.

## Hiệu trưởng các thời kỳ
- Nhà giáo ưu tú Cao Ngọc Thành
- Nhà giáo nhân dân Nguyễn Đức Hiền (từng là Giám đốc Sở GD-ĐT Bắc Giang)
- Thạc sĩ Bạch Đăng Khoa
- Nhà giáo ưu tú, Thạc sĩ Hồ Thị Lân
- Thạc sĩ Trần Duy Phương

## Thành tích
Luôn duy trì top 100 trường THPT hàng đầu cả nước
Tính đến năm 2011, trường có 669 giải học sinh giỏi quốc gia, 01 Huy chương Đồng quốc tế môn Hóa Học, 01 Huy chương Bạc quốc tế môn Toán Học.
Năm 2010, trường xếp hạng 30/200 trường trung học phổ thông có điểm thi đại học cao nhất cả nước.
Năm 2011, trường xếp hạng 20/200 trường về bình quân điểm thi đại học
Trường còn vinh dự có 1 Nhà giáo nhân dân, 10 Nhà giáo ưu tú.
Năm 2013, Hoàng Thế Anh, học sinh lớp chuyên Toán đã giành chức vô địch cuộc thi Đường lên đỉnh Olympia năm 2013.
Năm 2018, Trịnh Duy Hiếu, học sinh lớp 11 chuyên Bắc Giang giành Huy chương Bạc Olympic Vật lý Quốc tế.
Năm 2024, Thân Thế Công, học sinh lớp chuyên Lý khóa 31 đã giành Huy chương Vàng Olympic Vật lý châu Á, một năm sau khi đoạt Huy chương Đồng cũng tại cuộc thi trên. Đồng thời, Thân Thế Công cũng xuất sắc mang về Huy chương Vàng Olympic Vật lý Quốc tế 2024, vinh dự được Chủ tịch nước tặng thưởng Huân chương Lao động Hạng Nhì.
- Năm 2024 Thân Thế Công và Trương Phi Hùng: Cả hai em đều đạt Huy chương Vàng Olympic Vật lý quốc tế.
- Năm 2024 Giáp Vũ Sơn Hà: Em đạt Huy chương Vàng Olympic Hóa học quốc tế.

## Định hướng
Trở thành một trong những trường THPT Chuyên hàng đầu cả nước về chất lượng giáo dục.

## Mục tiêu
Đoàn kết - Sáng tạo - Dạy giỏi - Học giỏi vì ngày mai lập nghiệp, vì sứ mệnh của quê hương đất nước trong thời kỳ hội nhập.